# مدرسة هامترامك الثانوية

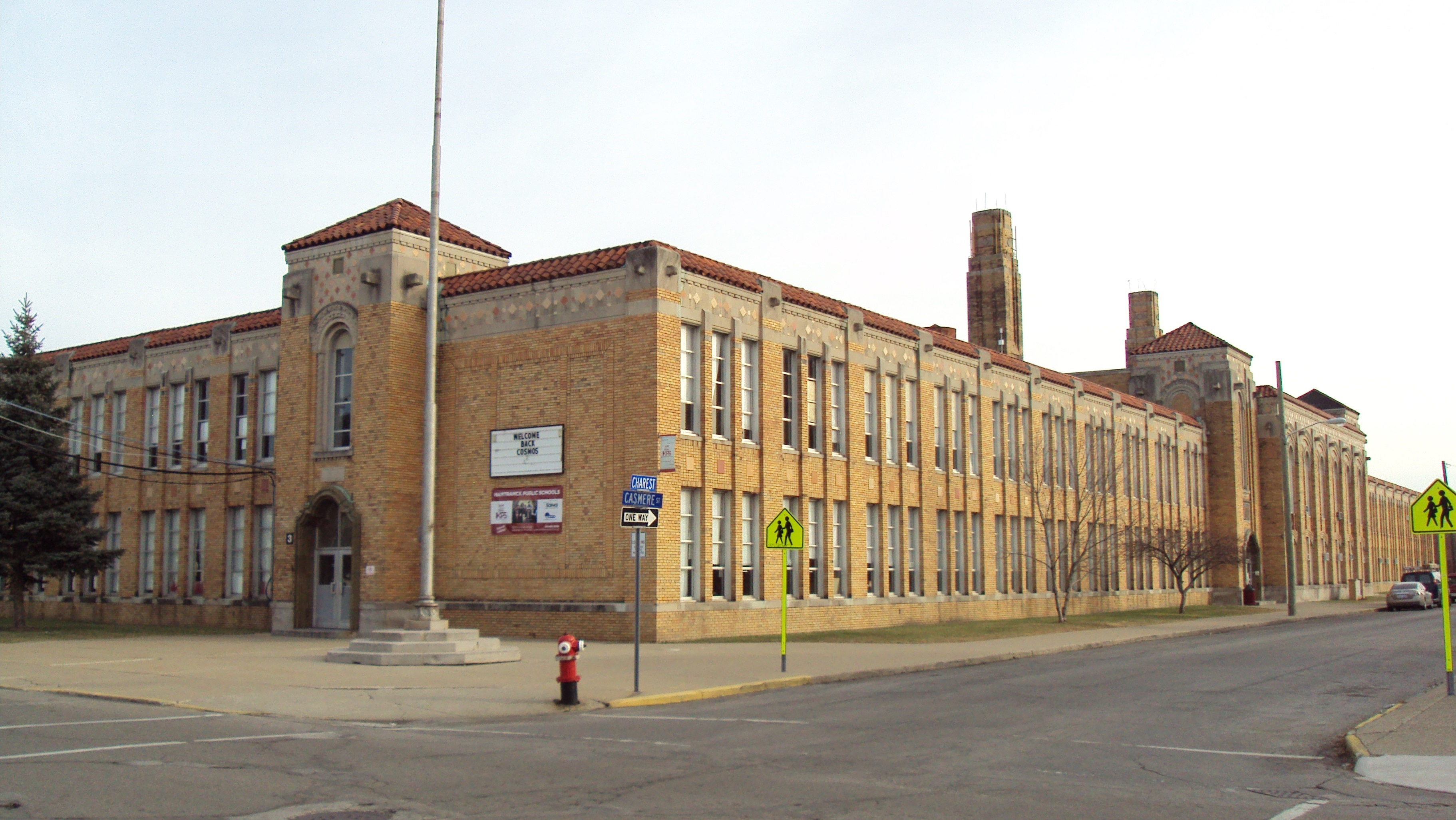
مدرسة هامترامك الثانوية

مدرسة هامترامك الثانوية (Hamtramck High School) هي مدرسة ثانوية أمريكية تقع في مدينة ميشيغان، الولايات المتحدة.

## الروابط الخارجية
1. ↑  Vinyard, p. 183. نسخة محفوظة 21 مارس 2017 على موقع واي باك مشين.

- Official home page
- Hamtramck historical football game-by-game results since 1950